# آسن واسیلیف
آسن واسیلیف (بلغاری: Асен Васков Василев؛ زادهٔ ۹ سپتامبر ۱۹۷۷) یک سیاستمدار، اقتصاددان و کارآفرین بلغاری است که در ۲۰۱۳ به عنوان وزیر اقتصاد، انرژی و گردشگری در دولت موقت مارین رایکوف و به عنوان وزیر دارایی از ۱۲ مه ۲۰۲۱ تا ۱۶ سپتامبر ۲۰۲۱ در دولت موقت استفان یانف خدمت کرد. یانف. رهبر مشترک حزب «تغییر را ادامه می‌دهیم» است که یک حزب سیاسی با کریل پتکوف تأسیس کرد.